# Habitatge al carrer Major de Sant Jaume, 6 (Tortosa)
L'Habitatge al carrer Major de Sant Jaume, 6 és un edifici de la ciutat de Tortosa (Baix Ebre) inclòs en l'Inventari del Patrimoni Arquitectònic de Catalunya. Situat al barri de Sant Jaume l'any 2005 s'hi van redescobrir els Banys àrabs vells.

## Descripció
Es tracta d'una casa entre mitgeres que dobla en longitud la majoria de les cases del barri. Consta de planta i dos pisos, a sobre dels quals s'obre el carrer mitjançant un terrat. A la planta hi ha una porta petita per a l'habitatge i una de gran pel corral, a més d'una finestra amb balcó ampitador a una alçada mitjana. En el dos pisos, hi ha dos balcons amb base de pedra i baranes de ferro de treball comú. Al terrat, barana d'obra arrebossada, correguda i amb senzilles motllures. Interessa el treball del parament de façana; a la planta és de carreus grans de pedra a la base i emmarcament de la porta gran. La resta de mur, fet amb maó de pla, és arrebossat, simulant carreus en el primer pis. Els forjats es decoren amb esgrafiats a base de motius vegetals entrellaçats i de factura naturalista, tot donant al pany de façana un caràcter plàstic. L'esgrafiat deixa lliure l'emmarcament de les finestres, per fer-les ressaltar.
Actualment els baixos de l'edifici estan ocupats per una cafeteria.